# ماريو يوريبا إسكوبار
ماريو يوريبا إسكوبار (بالإسبانية: Mario Uribe)‏ هو محامي وسياسي كولومبي، ولد في 12 أغسطس 1949 في كولومبيا. حزبياً، نشط في Democratic Colombia Party ‏. وقد انتخب عضو مجلس الشيوخ في كولومبيا.